# سوسن دیهیم
سوسن دیهیم آهنگساز، خواننده، هنرمند اجرایی، رقصنده و رقص‌پرداز ایرانی ساکن لس آنجلس آمریکا است. او از موسیقی دانان اثرگذار در موسیقی تجربی بین‌المللی در دو دهه اخیر است. موسیقی دیهیم، شگردهای آوازی گسترش یافته را با پردازش دیجیتال و عرفان در موسیقی خاورمیانه‌ای مخلوط می‌کند.

## دوران زندگی
دیهیم متولد ۲۳ آذر ۱۳۳۷ در تهران است. او کوچک‌ترین فرزند از بین یازده فرزند خانواده بود. پدرش اقتصاددان، عالم و ویولونیست بود و بدین ترتیب رقص و موسیقی برای سوسن به دو واقعیت مهم در زندگی وی بدل شدند. در دوران نوجوانی‌اش و بین سال‌های ۱۳۵۰ تا ۱۳۵۴ رقص باله آموخت. پس از پایان دوره رقص در «سازمان باله ملی پارس» به رهبری عبدالله ناظمی (که هر هفته در تلویزیون ملی ایران پخش می‌شد)، به عنوان رقصنده مشغول شد و در پی اخذ بورسیه در سال ۱۳۵۵ به کمپانی معروف باله قرن بیستم «موریس بژار» در بلژیک پیوست. در سال ۱۳۵۹ او به نیویورک مهاجرت کرد و علاوه بر ادامه هنر رقص به کار آهنگسازی و خوانندگی نیز روی آورد. به تدریج با برخی از مطرح‌ترین هنرمندان آمریکا و سراسر جهان در زمینه‌های گوناگون طیف هنرهای معاصر و با گونه‌های مختلف موسیقی ملل آشنا شد. او به تدریج به آهنگسازی و خوانندگی روی آورد و همزمان به کار بازیگری بر صحنه تئاترهای موزیکال آن زمان، همچون «لاماما» محل نمایش آثار هنری متفاوت، در شهر نیویورک پرداخت.

## فعالیت هنری
پس از مهاجرت به نیویورک در اوایل دهه هشتاد میلادی، دیهیم علاوه بر ادامه هنر رقص به کار آهنگسازی و خوانندگی روی آورد و این آغاز فعالیت حرفه‌ای او است.

### کار با هارویتز
سوسن دیهیم در همان سال‌های نخستین اقامتش در نیویورک با موسیقیدان و آهنگساز برجسته نیویورکی، ریچارد هارویتز آشنا شد و این آغازگر همکاریی است که بیش از دو دهه تا به امروز ادامه دارد. همکاری نخست آن‌ها در صحنه تئاتر موزیکال بود. نمایش اپرایی آزاکس/آترا: معادلات صحرایی در سال ۱۹۸۲ به صحنه رفت اولین کار مشترکشان بود که موسیقی آن پنج سال بعد در آلبومی بنام معادلات صحرایی انتشار یافت و به‌عنوان کاری پیشگام در صنعت شناخته شد.
نمایش در تورهای بین‌المللی زیادی بر پرده رفت. کارهای بعدی دیهیم و هارویتز اپرای «شبح ابن صباح (۱۹۸۸)» و بالهٔ «جزیره-اکس/اکس-جزیره (۱۹۸۹)» بودند. آن دو گروهی تشکیل دادند و افزون بر آهنگسازی در آن به دوخوانی پرداختند و کنسرت‌های موسیقی زیادی اجرا نمودند. در سال ۱۹۸۸ نیز همکاری مشترکی با گروه موسیقی گریتفول دِد داشتند، اما همکاری بعدیشان در دههٔ ۱۹۹۰ در لندن دنبال شد که دستاوردش، «آلبوم معجون» برای کمپانی سونی، که یک آلبوم کلاسیکال بود. ویالونیست چاندرو، یارون لانیر و رضا درخشانی به همراه هنرمندان دیگر در این آلبوم همکاری داشته‌اند.

### موسیقی فیلم و دیگر مشارکت‌ها در عرصه سینما
سوسن در ساخت موسیقی متن فیلم هم همکاری داشته است که از آن جمله فیلم‌های «آخرین وسوسه مسیح» اثر مارتین اسکورسیزی با موسیقی پیتر گابریل، «هر یکشنبه داده شده» از الیور استون با موسیقی ریچارد هارویتز، «بی‌وفا» اثر آدریان لین و سریال محبوب «سلول خواب». همکاری‌های بعدی او نیز در فیلم‌های «بادبادک باز» به کارگردانی مارک فوستر و نیز «سنگسار ثریا میم» به کارگردانی سیروس نورسته و فیلم «خیزش آرگونات‌ها» بوده است. تازه‌ترین اثرش، موسیقی فیلم «توبروک» از کشور چک است. این کار مشترک با هارویتز که در سال ۲۰۰۸ جایزه شیر طلایی بهترین موسیقی متن در جشنواره فیلم چک را به دست آورد. دیهیم دربارهٔ همکاری‌اش در ساخت موسیقی فیلم چنین گفته است:
«کار فیلم برای من جالب است؛ چرا که من در سی سال گذشته کارهای تجربی زیادی با صدایم کرده‌ام. بخشی از این کارها به ریشه‌های موسیقی که در همه جای جهان وجود دارد مربوط می‌شود و بخشی دیگر از آن جنبه‌هایی بسیار شخصی و خصوصی برای خود من دارد.

کار من، از آنجا که کاری نو و غیرمتعارف است، نمی‌شود همه جا آن را عرضه کرد، ولی فضای دراماتیک فیلم برای من خیلی جالب است و شرایطی به وجود می‌آورد که بتوانم با نوع صداهایی که با آنها کار می‌کنم بازی کنم.»
اکنون دیهیم در حال تدارک و تهیه فیلمی نامتعارف با همکاری ایو انسلر، نمایشنامه‌نویس و فعال حقوق زنان است، که در آن جین فوندا و کتی بیتس ایفای نقش می‌کنند. نیز ساخت موسیقی و طراحی صدای فیلم «زخم باز» با بازیگری هیام عباس را در برنامه دارد.

### کار با شیرین نشاط
از دیگر فعالیت‌های سوسن دیهیم می‌توان به کارهای مشترک او با شیرین نشاط، فیلمساز ایرانی، اشاره کرد. نتیجه برخی از این همکاری‌های مشترک در موسیقی فیلم‌های خانم نشاط شنیده می‌شوند و برخی دیگر از آثار مشترک آن دو نیز در موزه‌های چندین شهر مختلف جهان به نمایش درآمده است. فیلم ویدئویی مشترک آن‌ها با نام «متلاطم» در جشنواره دوسالانه هنرهای معاصر ونیز، جایزه شیر طلایی را از آن خود کرد. نمایش چندرسانه‌ای منطق‌الطیر بر اساس دیوان فریدالدین عطار نیز به تورهای بین‌المللی رفت. دیهیم دربارهٔ همکاری با شیرین نشاط نیز چنین گفته:
«آبستره فکر کردن، یکی از دلایل مهمی است که باعث شد من و شیرین مدتی طولانی با یکدیگر همکاری کنیم. البته من داستان‌هایی که او برای فیلم‌هایش انتخاب می‌کند را زیاد دوست ندارم. در اغلب آنها زنان به صورت قربانی‌های اجتماع تصویر می‌شوند.

هرچند در کشورهای عقب افتاده، و به خصوص ایران، ما مجبور هستیم به جای پروازهای فردا در مورد مشکلات و مسائل زنان صحبت کنیم، اما تجربه من از زنانی که می‌شناسم و با آنها برخورد داشته‌ام، یا زنانی که برای من جالب هستند، زنان مبارز و جنگنده هستند نه قربانیان جامعه.»

### همکاری‌های دیگر
از دیگر همکاری‌های دیهیم می‌توان به کارهای مشترک با موسیقیدان و آهنگساز آلمانی، هاینر گوبلز در خلق آلبوم سایه‌ها، ساخت و اجرای موسیقی آلبوم «هدیه عشق: اشعار دلدادگی الهام شده از رومی» (۱۹۹۸) برای دیپاک چوپرا با گفتارهایی از مدونا و مارتین شین و همچنین همکاری با دیگر چهره‌های سرشناس در پهنهٔ موسیقی معاصر همچون برنفورد مارسی، جری گارسیا، آرتو لینسی و لورن راش، مشارکت در تور بین‌المللی بابی مک‌فرین در گروه همخوانی «وویسسترا»، تک‌خوانی در اجرای کنسرتی از یان کژمارک در مراسم تجلیل این موسیقیدان لهستانی و برنده جایزه اسکار برای موسیقی متن فیلم «در جستجوی نورلند» و برگزاری چندین برنامه با ساوینا یاناتوه، هنرمند بداهه‌خوان یونانی، در شهر آتن اشاره کرد. بابی مک‌فرین در باب همکاری دیهیم چنین گفته: 
«صدای سوسن بافت صوتی خاصی دارد که ابعاد تازه‌ای به صداهای این گروه داده است. این صدا به‌خاطر ویژگی‌هایی که دارد کاری را برای گروه انجام داده است که هیچ‌یک از ما قادر به انجام آن نیستیم.» 
یان کژمارک نیز در مورد دیهیم چنین اظهار داشته: «سوسن یک خواننده استثنایی است با استعدادی شگرف، که چهره‌ای تازه به موسیقی من می‌دهد.»هم‌خوانی با خوانندگان و گروه‌های ایرانی همچون گروه رومی در سال ۱۳۸۵ که از آمریکا بدان‌ها پیوست تا در جشنواره موسیقی صوفی هند به اجرای موسیقی بپردازند و کنسرت «پانوراما» با دیگر هنرمندان آمریکایی و ایرانی از جمله محسن نامجو و اردشیر فرح آهنگساز و نوازنده گیتار در تالار هنری «براد استیج» شهر سنتا مونیکا در سال ۱۳۸۸ از دیگر فعالیت‌های جمعی او به‌شمار می‌روند.

### انتشار موسیقی و فعالیت‌های مستقل
دیهیم با ترکیب صدای زنده خود با لایه‌های ضبط شده، مجموعه کنسرت‌هایی در نیویورک و شهرهای مختلف اروپا تحت عنوان «ووکادلیکها» به صورت تک‌خوانی اجرا نمود. نشریه بیلبورد دیهیم را حضوری مقاومت‌ناپذیر توصیف کرد که «افسون‌های بی‌کلامش در لایه‌های همساز تقویت یافته و در چرخه‌های الگویی باز پدید آمده که شما را به این آئین بیابانی معنوی اشارت می‌دارد».
دیهیم آلبوم 《دیوانه خد》ا:《 ترانه‌های شیدایی استادان اهل طریقت ایران》 را در سال ۲۰۰۰ به تنهایی ارائه داد. آلبوم دیوانه خدا دربارهٔ عشق الهی و شامل اشعار شاعران بزرگ اهل صوفی چون مولانا، سعدی و جامی بود که مجموعه‌ای از تصنیف‌های قدیمی ایرانی و ترانه‌هایی با مضامین عارفانه را شامل می‌شد که با همکاری نوازندگان برجسته بین‌المللی از جمله کارش کیل، رضا درخشانی و ریچارد هارویتز تهیه گردید و پرفروش‌ترین آلبوم خارجی اروپا شد و در آمریکا مورد توجه منتقدان قرار گرفت. میکس جدیدی از این آلبوم، با تنظیم جدید و الکترونیکی از آن به کوشش نوازنده گیتار بیس و تهیه‌کننده برجسته موسیقی هیپ‌هاپ آقای بیل لازول، با نام 《》《فرشتگان شرم‌زده در سال ۲۰۰۲ بیرون داده شد. ریتم‌های جدید تکنو و جانگل، و سازهای، فضای تازه‌ای بدان بخشید که خود برداشتی امروزی و تازه از موسیقی سنتی ایران محسوب می‌گردد.
از دیگر فعالیت‌های سوسن دیهیم همکاری در انتشار موسیقی است. او یک شرکت تولید و توزیع موسیقی را به نام «ونوس رایزینگ» برای ارائه هرچه بیشتر موسیقی پیشرو و متفاوت پایه‌گذاری کرده که تاکنون پنج آلبوم تک‌گویی، تسخیر شده، مرد دردسر، منطق‌الطیر و دور از پریشانی (با همکاری آدریان شروود، کیت لوبلان از لندن و بیل لازول از نیویورک) از طریق این شرکت عرضه گردیده است.
دیهیم آثارش را با استفاده از کامپیوتر و در استودیوی شخصی خود می‌سازد که به گفته او بسیاری از آن‌ها از یک ایده صوتی و به‌طور فی‌البداهه آغاز می‌شوند: «این یک موسیقی آبستره است که به هیچ جای دیگر وابسته نیست. واقعاً خود موزیک و خود صوت است که پرواز مرا مشخص می‌کند. هنگام ساختن این آهنگ‌ها نه چیزی را به موزیکم تحمیل می‌کنم و نه از سنت بخصوصی در ساختن آنها پیروی می‌کنم.»

## کنسرت یوتو، انتخابات ایران و دیهیم
گروه ایرلندی «یوتو» در تور سال ۲۰۰۹ اش که پس از وقایع پیامد انتخابات ریاست جمهوری ایران اجرا گردیده بود، ترانه معروف خود را با صورتی ابتکاری با استفاده از یکی از ترانه‌های سوسن دیهیم همراه با نورپردازی سبز و پخش تصاویری از مردم ایران در ده‌ها شهر اجرا کردند که نمایشی بود از حمایت این گروه راک از جنبش سبز.

## فعالیت‌های بشر دوستانه
دیهیم بارها به همیاری رویدادهای انسان دوستانه پرداخته و در ضیافت‌های خیریه شرکت داشته است. ازجمله:
- اجرای مراسمی به مناسبت اعطای جایزه صلح نوبل به شیرین عبادی برای سازماندهی مرکز اینترفیس
- اجرا در رویال آلبرت هال لندن با پلاسیدو دومینگو
- اجرای موسیقی در گردهمایی رهبران مذهبی جهان در مجمع عمومی سازمان ملل (۲۰۰۱)
- هنرنمایی در ضیافت خیریه سازمان بین‌المللی زنان در مقر سازمان ملل در ژنو (۲۰۰۴)
- اجرای برنامه در همایش حقوق بشر سازمان ملل متحد (۲۰۰۹)
- کنسرت‌های خیریه دیگر برای کمک به قربانیان لبنانی، کودکان عراقی و …